# Catenulina
Catenulina là chi thực vật có hoa trong họ Cải.